# Гераськовское
Гераськовское (укр. Гераськівське) — село в Марковском районе Луганской области Украины. Входит в Краснопольский сельский совет.
Население по переписи 2001 года составляло 228 человек. Почтовый индекс — 92410. Телефонный код — 6464. Занимает площадь 0,846 км². Код КОАТУУ — 4422584403.

## Местный совет
92410, Луганська обл., Марківський р-н, с. Красне Поле, пл. Перемоги, 1  (укр.)